# 李振亚
李振亚（1909年—1948年9月28日） ，原名李荣，又名李伯崇、李崇、李从。广西省藤县人，中国共产党将领，曾任琼崖纵队第一副司令员。

## 生平

### 早年参加红军
李振亚早年投考黄埔军校南宁分校第二期（比照总校第五期），1929年夏参加广西教导总队第四纵队任副官。俞作柏、李明瑞起兵反蒋失败后，随张云逸等领导的广西警备第四大队赴右江。同年12月11日，参加百色起义，任红七军军部副官，分管后勤工作:135。1930年，他加入中国共产党。同年11月初，随红七军主力北上，转战于桂、黔、湘、粤、赣边境。1931年1月，李振亚任五十八团副官:137。到达中央苏区后，随即参加第三次反围剿战争:138。1932年1月，李振亚被选送到瑞金红军学校第二期指挥系学习5个月，之后，任公略步兵学校第一营营长。
1934年10月，参加长征，任红一方面军干部团第一营营长。在突破湘江和乌江、四渡赤水、攻占娄山关、抢渡金沙江、强渡大渡河等战役中屡建战功。1935年8月，红一方面军与红四方面军会师后，李振亚调任红军左路军总部作战科长，后任红三十三军参谋长。在此之后，张国焘率红军南下，李振亚对此进行了抵制，遭到监禁。1936年11月，参加西路军西征失败，辗转到达延安。随后，调任抗日军政大学第三大队第五中队长兼教官:144。

### 抗日战争时期

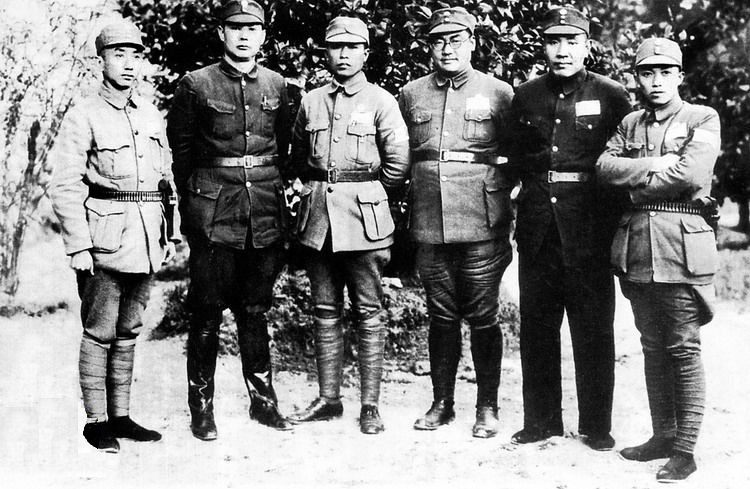
1939年4月10日，南岳游击干部培训班教官组的八路军教官合影。左起吴奚如、叶剑英、李振亚、李涛、边章五、薛子正。

1937年8月，李振亚任八路军总部高级参谋。1938年冬，跟随叶剑英等到湖南筹办南岳游击干部学习班，任上校教官，讲授毛泽东的“论持久战”战略思想，宣传中共全民抗战路线。
第一期南岳游击干部训练班结束后，李振亚调广东工作:146。1939年9月，任东江抗日军政委员会参谋长。1940年8月，李振亚及妻子王超，与庄田调到海南岛工作，任琼崖抗日独立总队参谋长:147。
1941年秋，在开辟乐万根据地后，创办“琼崖抗日军事政治干部学校”，并兼任校长、政治委员。他亲自主持制订教学计划，编写教材，主讲军事课并主持军事训练。1942年初，兼任琼总第三支队支队长，在六连岭为根据地。1942年夏，奉特委命令开展陵水、保亭等地区的工作。1944年春，琼崖独立总队改称广东省琼崖人民抗日游击队独立纵队，李振亚任参谋长:150。1945年夏，为建立五指山中心根据地，琼崖特委成立挺进支队，李振亚兼任支队长。而后，他曾率队在五指山间直捣汪精卫政权守备二团巢穴罗任，拔除毛阳、毛贵、毛栈、统黑等日军据点，攻占白沙县13个乡。

### 第二次国共内战时期
1947年3月12日，中共中央军委任命李振亚为琼崖纵队第一副司令员。同年5月9日，在中共琼崖第五次代表大会上，琼崖特委改为琼崖区党委，李振亚当选为区党委委员兼任西区地委常委。是年10月21日，任中国人民解放军琼崖纵队副司令员兼第一总队长、政委。1948年9月，中共琼崖区党委决定发动秋季攻势，集中主力向陵水、万宁、乐会、定安之边沿地区进军，使琼东南和五指山根据地连成一片，并切断琼南、琼北国军的联系。为统一指挥，任命李振亚为总指挥兼政委。9月17日，李振亚率五个支队自保亭县东进。27日，在前沿阵地侦察万宁牛漏墟据点时中弹负伤，次日逝世。1960年，李振亚遗骨被安葬在海口市金牛岭烈士陵园。万宁市牛漏墟建有李振亚牺牲遗址纪念碑。

## 家人
- 妻子王超：是马来亚华侨。抗战初期回广东参加革命，在曾生领导的东江纵队担任卫生工作。1940年2月，李振亚在东江纵队与同志结婚。
- 长女夭折
- 次女李桂荣：1943年1月出生。1943年9月组织决定王超回琼总机关工作，动员王超将孩子交给当地老百姓（山根乡碗灶村农民李明熙）抚养。现居海口，育有四个孩子。